# Melanopis hepatica
Melanopis hepatica là một loài bướm đêm trong họ Noctuidae.